# FIA-Formel-2-Rennwochenende in Abu Dhabi 2024
Das FIA-Formel-2-Rennwochenende in Abu Dhabi 2024 war der vierzehnte Lauf der FIA-Formel-2-Meisterschaft 2024 und fand vom 6. bis 8. Dezember auf dem Yas Marina Circuit in Abu Dhabi statt.

## Meldeliste
Alle Teams und Fahrer verwendeten das Dallara-Chassis F2 2024, 3,4-Liter-V634-Turbomotoren von Renault-Mecachrome und Reifen von Pirelli.
| Team                  | Nr. | Fahrer                | Chassis         | Motor             | Reifen |
| --------------------- | --- | --------------------- | --------------- | ----------------- | ------ |
| ART Grand Prix        | 01  | Victor Martins        | Dallara F2 2024 | Mecachrome 3.4 V6 | P      |
| ART Grand Prix        | 02  | Luke Browning         | Dallara F2 2024 | Mecachrome 3.4 V6 | P      |
| Prema Racing          | 03  | Oliver Bearman        | Dallara F2 2024 | Mecachrome 3.4 V6 | P      |
| Prema Racing          | 04  | Andrea Kimi Antonelli | Dallara F2 2024 | Mecachrome 3.4 V6 | P      |
| Rodin Motorsport      | 05  | Leonardo Fornaroli    | Dallara F2 2024 | Mecachrome 3.4 V6 | P      |
| Rodin Motorsport      | 06  | Ritomo Miyata         | Dallara F2 2024 | Mecachrome 3.4 V6 | P      |
| DAMS Lucas Oil        | 07  | Jak Crawford          | Dallara F2 2024 | Mecachrome 3.4 V6 | P      |
| DAMS Lucas Oil        | 08  | Dino Beganovic        | Dallara F2 2024 | Mecachrome 3.4 V6 | P      |
| Invicta Racing        | 09  | Kush Maini            | Dallara F2 2024 | Mecachrome 3.4 V6 | P      |
| Invicta Racing        | 10  | Gabriel Bortoleto     | Dallara F2 2024 | Mecachrome 3.4 V6 | P      |
| MP Motorsport         | 11  | Richard Verschoor     | Dallara F2 2024 | Mecachrome 3.4 V6 | P      |
| MP Motorsport         | 12  | Oliver Goethe         | Dallara F2 2024 | Mecachrome 3.4 V6 | P      |
| Van Amersfoort Racing | 14  | John Bennett          | Dallara F2 2024 | Mecachrome 3.4 V6 | P      |
| Van Amersfoort Racing | 15  | Rafael Villagómez     | Dallara F2 2024 | Mecachrome 3.4 V6 | P      |
| Hitech Pulse-Eight    | 16  | Amaury Cordeel        | Dallara F2 2024 | Mecachrome 3.4 V6 | P      |
| Hitech Pulse-Eight    | 17  | Paul Aron             | Dallara F2 2024 | Mecachrome 3.4 V6 | P      |
| Campos Racing         | 20  | Isack Hadjar          | Dallara F2 2024 | Mecachrome 3.4 V6 | P      |
| Campos Racing         | 21  | Josep Maria Martí     | Dallara F2 2024 | Mecachrome 3.4 V6 | P      |
| Trident               | 22  | Max Esterson          | Dallara F2 2024 | Mecachrome 3.4 V6 | P      |
| Trident               | 23  | Christian Mansell     | Dallara F2 2024 | Mecachrome 3.4 V6 | P      |
| AIX Racing            | 24  | Joshua Dürksen        | Dallara F2 2024 | Mecachrome 3.4 V6 | P      |
| AIX Racing            | 25  | Cian Shields          | Dallara F2 2024 | Mecachrome 3.4 V6 | P      |

## Klassifikationen

### Qualifying
| Pos.                                                                                     | Fahrer                | Team                  | Zeit     | SPR | HAU |
| ---------------------------------------------------------------------------------------- | --------------------- | --------------------- | -------- | --- | --- |
| 01                                                                                       | Victor Martins        | ART Grand Prix        | 1:35,745 | 10  | 01  |
| 02                                                                                       | Gabriel Bortoleto     | Invicta Racing        | 1:35,780 | 09  | 02  |
| 03                                                                                       | Paul Aron             | Hitech Pulse-Eight    | 1:35,813 | 07  | PL  |
| 04                                                                                       | Isack Hadjar          | Campos Racing         | 1:35,873 | 06  | 03  |
| 05                                                                                       | Dino Beganovic        | DAMS Lucas Oil        | 1:35,906 | 05  | 04  |
| 06                                                                                       | Kush Maini            | Invicta Racing        | 1:35,950 | 08  | 05  |
| 07                                                                                       | Josep Maria Martí     | Campos Racing         | 1:36,057 | 04  | 06  |
| 08                                                                                       | Ritomo Miyata         | Rodin Motorsport      | 1:36,115 | 03  | 07  |
| 09                                                                                       | Joshua Dürksen        | AIX Racing            | 1:36,142 | 02  | 08  |
| 10                                                                                       | Amaury Cordeel        | Hitech Pulse-Eight    | 1:36,214 | 01  | 09  |
| 11                                                                                       | Andrea Kimi Antonelli | Prema Racing          | 1:36,390 | –   | –   |
| 12                                                                                       | Oliver Goethe         | MP Motorsport         | 1:36,416 | 11  | 10  |
| 13                                                                                       | Leonardo Fornaroli    | Rodin Motorsport      | 1:36,450 | 12  | 11  |
| 14                                                                                       | Richard Verschoor     | MP Motorsport         | 1:36,455 | 13  | 12  |
| 15                                                                                       | Oliver Bearman        | Prema Racing          | 1:36,547 | 14  | 13  |
| 16                                                                                       | Jak Crawford          | DAMS Lucas Oil        | 1:36,753 | 20  | 14  |
| 17                                                                                       | Luke Browning         | ART Grand Prix        | 1:36,946 | 15  | 15  |
| 18                                                                                       | Rafael Villagómez     | Van Amersfoort Racing | 1:36,985 | 16  | 16  |
| 19                                                                                       | Max Esterson          | Trident               | 1:37,429 | 17  | 17  |
| 20                                                                                       | John Bennett          | Van Amersfoort Racing | 1:37,634 | 18  | 18  |
| 21                                                                                       | Christian Mansell     | Trident               | 1:38,134 | 19  | 19  |
| 22                                                                                       | Cian Shields          | AIX Racing            | 1:38,768 | 21  | 20  |
| 107-Prozent-Zeit: 1:42,447 min (bezogen auf die Pole-Position-Bestzeit von 1:35,745 min) |                       |                       |          |     |     |
| Quelle:                                                                                  |                       |                       |          |     |     |

Anmerkungen
1. ↑  Paul Aron musste aufgrund der Disqualifikation im Sprintrennen (zu niedriger DRS-Anstellwinkel) im Hauptrennen aus der Boxengasse starten.
2. ↑  Kush Maini erhielt eine Drei-Plätze-Strafrückversetzung für das Sprintrennen da er Jak Crawford im Qualifying behinderte.
3. ↑  Andrea Kimi Antonelli setzte die elftschnellste Qualifying-Zeit, zog sich aber nachträglich vom weiteren Rennwochenende zurück da er nach dem Qualifying erkrankte.
4. ↑  Jak Crawford erhielt eine Fünf-Plätze-Strafrückversetzung für das Sprintrennen aufgrund des verursachten Unfalles im Doha-Hauptrennen mit Rafael Villagómez.

### Sprintrennen
| Pos.                                                                              | Fahrer             | Team                  | Runden | Zeit       | Start | Schnellste Runde |
| --------------------------------------------------------------------------------- | ------------------ | --------------------- | ------ | ---------- | ----- | ---------------- |
| 01                                                                                | Josep Maria Martí  | Campos Racing         | 23     | 38:36,039  | 04    | 1:39,555 (03.)   |
| 02                                                                                | Gabriel Bortoleto  | Invicta Racing        | 23     | + 2,286    | 09    | 1:39,752 (04.)   |
| 03                                                                                | Dino Beganovic     | DAMS Lucas Oil        | 23     | + 18,828   | 05    | 1:40,191 (05.)   |
| 04                                                                                | Oliver Bearman     | Prema Racing          | 23     | + 19,547   | 14    | 1:40,243 (04.)   |
| 05                                                                                | Isack Hadjar       | Campos Racing         | 23     | + 22,980   | 06    | 1:40,276 (05.)   |
| 06                                                                                | Luke Browning      | ART Grand Prix        | 23     | + 26,798   | 15    | 1:40,491 (05.)   |
| 07                                                                                | Richard Verschoor  | MP Motorsport         | 23     | + 27,896   | 13    | 1:40,597 (04.)   |
| 08                                                                                | Jak Crawford       | DAMS Lucas Oil        | 23     | + 29,768   | 20    | 1:40,608 (07.)   |
| 09                                                                                | Oliver Goethe      | MP Motorsport         | 23     | + 31,618   | 11    | 1:40,664 (05.)   |
| 10                                                                                | Leonardo Fornaroli | Rodin Motorsport      | 23     | + 33,307   | 12    | 1:40,823 (06.)   |
| 11                                                                                | Ritomo Miyata      | Rodin Motorsport      | 23     | + 33,784   | 03    | 1:40,547 (05.)   |
| 12                                                                                | Rafael Villagómez  | Van Amersfoort Racing | 23     | + 34,727   | 16    | 1:40,850 (06.)   |
| 13                                                                                | Amaury Cordeel     | Hitech Pulse-Eight    | 23     | + 36,268   | 01    | 1:40,176 (08.)   |
| 14                                                                                | Max Esterson       | Trident               | 23     | + 40,756   | 17    | 1:40,871 (05.)   |
| 15                                                                                | John Bennett       | Van Amersfoort Racing | 23     | + 43,493   | 18    | 1:40,858 (06.)   |
| 16                                                                                | Christian Mansell  | Trident               | 23     | + 45,303   | 19    | 1:40,952 (06.)   |
| 17                                                                                | Kush Maini         | Invicta Racing        | 23     | + 52,570   | 08    | 1:40,111 (03.)   |
| 18                                                                                | Cian Shields       | AIX Racing            | 23     | + 1:00,505 | 21    | 1:41,640 (11.)   |
| 19                                                                                | Victor Martins     | ART Grand Prix        | 22     | + 1 Runde  | 10    | 1:39,427 (05.)   |
| –                                                                                 | Joshua Dürksen     | AIX Racing            | 18     | DNF        | 02    | 1:40,289 (04.)   |
| –                                                                                 | Paul Aron          | Hitech Pulse-Eight    | 23     | DSQ        | 07    | 1:40,175 (04.)   |
| Schnellste Rennrunde, die für Punkte berechtigt ist: Josep Maria Martí (1:39,555) |                    |                       |        |            |       |                  |
| Quelle:                                                                           |                    |                       |        |            |       |                  |

Anmerkungen
1. ↑  Oliver Bearman erhielt eine Fünf-Sekunden-Strafe (abkürzen), die auf die Endzeit aufaddiert wurde; er verlor eine Position im Endresultat.
2. ↑  Ritomo Miyata erhielt eine Zehn-Sekunden-Strafe (Verursachung eines Unfalles), die auf die Endzeit aufaddiert wurde; er verlor fünf Positionen im Endresultat.
3. ↑  Amaury Cordeel erhielt eine Zehn-Sekunden-Strafe (Verursachung eines Unfalles), die auf die Endzeit aufaddiert wurde; er verlor sechs Positionen im Endresultat.
4. ↑  John Bennett erhielt eine Fünf-Sekunden-Strafe (abkürzen), die auf die Endzeit aufaddiert wurde; er verlor eine Position im Endresultat.
5. ↑  Paul Aron beendete das Rennen auf Platz drei, wurde aber aufgrund eines technischen Verstoßes (zu niedriger DRS-Anstellwinkel) nachträglich disqualifiziert.

### Hauptrennen
| Pos.                                                                              | Fahrer             | Team                  | Runden | Zeit       | Start | Schnellste Runde |
| --------------------------------------------------------------------------------- | ------------------ | --------------------- | ------ | ---------- | ----- | ---------------- |
| 01                                                                                | Joshua Dürksen     | AIX Racing            | 33     | 56:23,715  | 08    | 1:40,372 (13.)   |
| 02                                                                                | Gabriel Bortoleto  | Invicta Racing        | 33     | + 1,791    | 02    | 1:40,407 (11.)   |
| 03                                                                                | Richard Verschoor  | MP Motorsport         | 33     | + 5,370    | 12    | 1:38,923 (29.)   |
| 04                                                                                | Victor Martins     | ART Grand Prix        | 33     | + 7,337    | 01    | 1:40,459 (11.)   |
| 05                                                                                | Oliver Bearman     | Prema Racing          | 33     | + 10,316   | 13    | 1:40,726 (25.)   |
| 06                                                                                | Josep Maria Martí  | Campos Racing         | 33     | + 18,177   | 06    | 1:39,631 (29.)   |
| 07                                                                                | Dino Beganovic     | DAMS Lucas Oil        | 33     | + 19,769   | 04    | 1:40,574 (11.)   |
| 08                                                                                | Amaury Cordeel     | Hitech Pulse-Eight    | 33     | + 19,873   | 09    | 1:39,668 (29.)   |
| 09                                                                                | Oliver Goethe      | MP Motorsport         | 33     | + 21,031   | 10    | 1:40,624 (11.)   |
| 10                                                                                | Ritomo Miyata      | Rodin Motorsport      | 33     | + 23,331   | 07    | 1:40,662 (13.)   |
| 11                                                                                | Paul Aron          | Hitech Pulse-Eight    | 33     | + 23,424   | PL    | 1:39,037 (32.)   |
| 12                                                                                | Kush Maini         | Invicta Racing        | 33     | + 29,795   | 05    | 1:40,894 (02.)   |
| 13                                                                                | Leonardo Fornaroli | Rodin Motorsport      | 33     | + 30,390   | 11    | 1:41,184 (14.)   |
| 14                                                                                | John Bennett       | Van Amersfoort Racing | 33     | + 33,707   | 18    | 1:40,663 (11.)   |
| 15                                                                                | Luke Browning      | ART Grand Prix        | 33     | + 38,946   | 15    | 1:39,203 (29.)   |
| 16                                                                                | Christian Mansell  | Trident Racing        | 33     | + 42,503   | 19    | 1:40,578 (10.)   |
| 17                                                                                | Max Esterson       | Trident               | 33     | + 43,524   | 17    | 1:40,173 (26.)   |
| 18                                                                                | Cian Shields       | AIX Racing            | 33     | + 1:02,248 | 20    | 1:40,174 (27.)   |
| 19                                                                                | Isack Hadjar       | Campos Racing         | 32     | + 1 Runde  | 03    | 1:40,218 (02.)   |
| –                                                                                 | Rafael Villagómez  | Van Amersfoort Racing | 04     | DNF        | 16    | 1:44,372 (02.)   |
| –                                                                                 | Jak Crawford       | DAMS Lucas Oil        | 04     | DNF        | 14    | 1:43,664 (02.)   |
| Schnellste Rennrunde, die für Punkte berechtigt ist: Richard Verschoor (1:38,923) |                    |                       |        |            |       |                  |
| Quelle:                                                                           |                    |                       |        |            |       |                  |

Anmerkungen
1. ↑  Christian Mansell erhielt eine Fünf-Sekunden-Strafe (abkürzen), die auf die Endzeit aufaddiert wurde; er verlor eine Position im Endresultat.

## Meisterschafts-Stände nach dem Rennwochenende
Beim Hauptrennen (HAU) bekamen die ersten Zehn des Rennens 25, 18, 15, 12, 10, 8, 6, 4, 2 bzw. 1 Punkt(e). Beim Sprintrennen (SPR) erhielten die ersten Acht des Rennens 10, 8, 6, 5, 4, 3, 2 bzw. 1 Punkt(e). Die zusätzlichen zwei Punkte für die Pole-Position im Hauptrennen gingen an Victor Martins, der Extrapunkt für die schnellste Rennrunde wurde an Richard Verschoor (HAU) sowie Josep Maria Martí (SPR) vergeben.

### Fahrerwertung
| Pos. | Fahrer                | Team                  | Punkte |
| ---- | --------------------- | --------------------- | ------ |
| 01   | Gabriel Bortoleto     | Invicta Racing        | 214,5  |
| 02   | Isack Hadjar          | Campos Racing         | 192,5  |
| 03   | Paul Aron             | Hitech Pulse-Eight    | 163,5  |
| 04   | Zane Maloney          | Rodin Motorsport      | 140,5  |
| 05   | Jak Crawford          | DAMS Lucas Oil        | 125,5  |
| 06   | Andrea Kimi Antonelli | Prema Racing          | 113,5  |
| 07   | Victor Martins        | ART Grand Prix        | 107,5  |
| 08   | Richard Verschoor     | MP Motorsport         | 106,5  |
| 09   | Franco Colapinto      | MP Motorsport         | 96,5   |
| 10   | Joshua Dürksen        | AIX Racing            | 87,5   |
| 11   | Dennis Hauger         | MP Motorsport         | 85,5   |
| 12   | Oliver Bearman        | Prema Racing          | 75,5   |
| 13   | Kush Maini            | Invicta Racing        | 74,5   |
| 14   | Josep Maria Martí     | Campos Racing         | 62,5   |
| 15   | Enzo Fittipaldi       | Van Amersfoort Racing | 61,5   |
| 16   | Zak O’Sullivan        | ART Grand Prix        | 59,5   |

| Pos. | Fahrer             | Team                  | Punkte |
| ---- | ------------------ | --------------------- | ------ |
| 17   | Amaury Cordeel     | Hitech Pulse-Eight    | 39,5   |
| 18   | Juan Manuel Correa | DAMS Lucas Oil        | 31,5   |
| 19   | Ritomo Miyata      | Rodin Motorsport      | 31,5   |
| 20   | Dino Beganovic     | DAMS Lucas Oil        | 22,5   |
| 21   | Taylor Barnard     | AIX Racing            | 18,5   |
| 22   | Roman Staněk       | Trident               | 14,5   |
| 23   | Oliver Goethe      | MP Motorsport         | 14,5   |
| 24   | Rafael Villagómez  | Van Amersfoort Racing | 13,5   |
| 25   | Christian Mansell  | Trident               | 10,5   |
| 26   | Luke Browning      | ART Grand Prix        | 7,5    |
| 27   | Gabriele Minì      | Prema Racing          | 6,5    |
| 28   | John Bennett       | Van Amersfoort Racing | 4,5    |
| 29   | Leonardo Fornaroli | Rodin Motorsport      | 0,5    |
| 30   | Cian Shields       | AIX Racing            | 0,5    |
| 31   | Max Esterson       | Trident               | 0,5    |
| 32   | Niels Koolen       | AIX Racing            | 0,5    |

### Teamwertung
| Pos. | Konstrukteur       | Punkte |
| ---- | ------------------ | ------ |
| 01   | Invicta Racing     | 288,5  |
| 02   | Campos Racing      | 254,5  |
| 03   | MP Motorsport      | 220,5  |
| 04   | Hitech Pulse-Eight | 202,5  |
| 05   | Prema Racing       | 194,5  |
| 06   | DAMS Lucas Oil     | 178,5  |

| Pos. | Konstrukteur          | Punkte |
| ---- | --------------------- | ------ |
| 07   | ART Grand Prix        | 173,5  |
| 08   | Rodin Motorsport      | 171,5  |
| 09   | AIX Racing            | 105,5  |
| 10   | Trident Racing        | 105,5  |
| 11   | Van Amersfoort Racing | 78,5   |